# ديفيد ايمانويل (رياضياتي)
ديفيد ايمانويل (بالرومانية: David Emmanuel)‏ هو رياضياتي روماني، ولد في 31 يناير 1854 في بوخارست في رومانيا، وتوفي بنفس المكان في 4 فبراير 1941.